# 사이토 고스케 (축구 선수)
사이토 고스케(일본어: 齋藤 功佑, 1997년 6월 16일~)는 일본의 축구 선수이다.

## 구단 경력
그는 2016년 J2리그의 요코하마 FC에 입단, 2017년 리그 데뷔했다. 2019년 J2리그 준우승으로 J1리그로 승격했다. 2021년후 J2리그에 강등했다. 2022년까지 94경기에 출전하여, 12득점을 넣었다. 2023년 J2리그의 도쿄 베르디로 이적했다. 2023년 J2리그 3위를 기록하여 J1리그로 승격했다.